# Національний з'їзд Республіканської партії

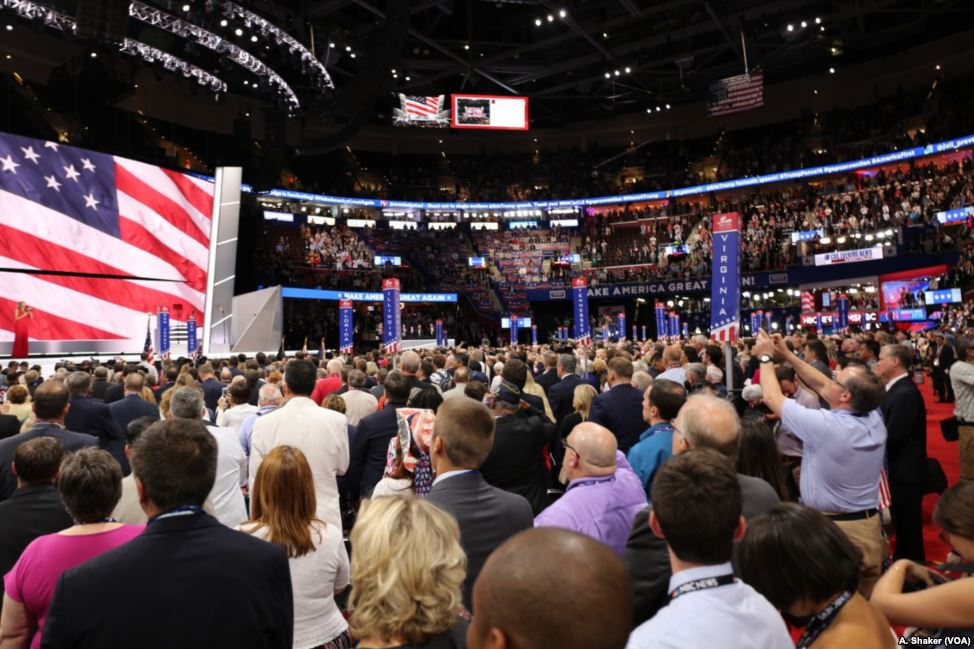
Делегати в залі Національного з'їзду Республіканської партії 2016 року

Національний з'їзд Республіканської партії (англ. Republican National Convention) (RNC) — серія з'їздів щодо висунення кандидатів у президенти, які проводяться Республіканською партією США кожні чотири роки з 1856 року. Ними керує Республіканський національний комітет. Метою Національного з’їзду Республіканської партії є офіційне висунення та затвердження кандидата в президенти та віце-президенти, ухвалення комплексної партійної платформи та об’єднання партії, а також оприлюднення та початок осінньої кампанії. Делегати з усіх п'ятдесяти штатів США та з американських залежних територій, таких як Пуерто-Рико та Віргінські острови, беруть участь у з'їзді та віддають свої голоси. Як і Національний з’їзд Демократичної партії, Національний з’їзд Республіканської партії відзначає офіційне завершення періоду первинних виборів і початок сезону загальних виборів. У 2020 році всі вечірки замінили звичні з’їзди на короткі онлайн-програми.

## Делегації
Кандидат у президенти від партії обирається насамперед офіційними делегатами, які, у свою чергу, обираються на низці партійних зборів у штаті та первинних виборів . Розмір делегацій на національному з’їзді Республіканської партії для кожного штату, території чи іншого політичного підрозділу описано в Правилі 14 національних правил партії. Партія не використовує суперделегатів, як це робить Демократична партія, і всі делегати певним чином пов’язані з кандидатом.
Правила Республіканської партії залишають штатам право на власний розсуд вибирати, як нагороджувати своїх відповідних делегатів кандидатів. Деякі штати можуть використовувати загальнодержавний метод «переможець отримує все», коли основний кандидат, який отримує найбільшу кількість голосів у штаті, отримує всіх своїх обіцяних делегатів. Інші штати можуть використовувати пропорційну систему представництва, коли натомість обіцяні делегати розподіляються між кандидатами пропорційно їх голосам.
Обіцяли лідерів партії
Три лідери кожного штату, території та Республіканської партії Вашингтона, округ Колумбія (її член національного комітету, її жінка-національний комітет і її голова) автоматично висуваються як обов’язкові делегати на національний з’їзд.
Базова формула розподілу для 50 штатів США
Починаючи з 2012 року, кількість зобов’язаних делегатів, спочатку призначених для кожного з 50 штатів США, становить: десять делегатів із загального відома плюс три делегати від округів для кожного округу в Конгресі штату. Оскільки кожен штат має принаймні один виборчий округ, мінімальна кількість делегатів від цього розподілу для будь-якого штату становить 13.
Базовий розподіл для інших юрисдикцій
Натомість юрисдикції з членами Конгресу без права голосу отримують фіксовану кількість офіційних делегатів. У 2020 році Американське Самоа, Гуам, Північні Маріанські острови та Американські Віргінські острови отримають по шість делегатів; Пуерто-Рико отримує 20; і Вашингтон, округ Колумбія, отримує 16.
Бонусні делегати
Республіканська партія присуджує бонуси обіцяним делегатам у кожну юрисдикцію на основі двох основних факторів (якщо застосовно): чи відійшли голоси її колегії виборців за кандидата від Республіканської партії на останніх президентських виборах і наскільки добре держава-партія добилася обрання республіканців до штату і вибори до Конгресу.
1. Для кожного штату, який віддав принаймні більшість голосів колегії вибірників за кандидата від Республіканської партії на виборах 2016 року, цей штат отримує додатково чотири з половиною делегати на з’їзд 2020 року, а також певну кількість делегатів на велика дорівнює 60 відсоткам кількості голосів виборців цього штату; всі дроби округлені в більшу сторону. Якби Вашингтон став республіканським замість демократів у 2016 році, він також отримав би чотири з половиною делегати, а також кількість делегатів, що дорівнює 60 відсоткам від 3 голосів виборців у Колегії вибірників.[1]
2. У 2020 році штати та території отримують додаткові додаткові делегати (якщо це можливо) залежно від того, чи обрали вони республіканців на наступні державні чи федеральні посади на виборах у 2016 році чи на будь-яких наступних виборах ( проміжні вибори 2018 року, 2017 чи 2019 років) . позарічні вибори), які проводяться до 1 січня 2020 року:[1]
  - Губернатор-республіканець: 1 додатковий делегат із розширених повноважень [1]
  - Республіканська більшість у законодавчому органі штату: 1 для кожної палати, яка має республіканську більшість і має республіканського голову (якщо головуючого обирає палата); максимум 2, якщо республіканці контролюють усі палати законодавчих зборів штату.[1]
  - Принаймні половина республіканців у делегації до Палати представників Конгресу США: 1[1]
  - Республіканське членство в Сенаті США: 1 для кожного сенатора-республіканця; максимум 2, якщо обидва сенатори штату є республіканцями [1]

Таким чином бонусні делегати винагороджують штати, які голосують за кандидатів-республіканців, і карають тих, хто цього не робить. Як приклад, у 2020 році:
- Техас отримав 34 бонусних делегатів, вигравши доступні бонусні делегати в усіх п’яти категоріях: Дональд Трамп набрав більшість голосів виборців у штаті на виборах 2016 року (36 із двома недовірливими виборцями, що принесло йому 28 бонусних делегатів, оскільки формула делегату не враховує цих Грег Ебботт був губернатором (один бонусний делегат), республіканці контролювали обидві палати законодавчого органу Техасу (два бонусних делегати), республіканці мали більше половини делегації Техасу в Конгресі (один бонусний делегат), і обидва сенатори – Джон Корнін і Тед Круз – були республіканці (два бонусні делегати).
- Навпаки, Каліфорнія не отримала бонусів від делегатів: Джо Байден виграв голоси виборців штату, Гевін Ньюсом був губернатором, демократи контролювали обидві палати Генеральної асамблеї Каліфорнії та обох сенаторів – Даян Файнштейн і Камала Гарріс – були демократами

## Висування кандидата
Процес висунення кандидатів на з’їзді регулюється правилом 40 національних правил партії. Згідно з правилом 40(b), кандидат повинен отримати підтримку більшості делегатів принаймні п’яти делегацій, щоб отримати номінацію 2020 року.

## Історія
Перший Національний з’їзд Республіканської партії відбувся в Лафайєт-Холлі в Піттсбурзі 22–23 лютого 1856 року. На цьому з'їзді Республіканська партія була офіційно організована на національній основі; було обрано перший Республіканський національний комітет. Перший Національний з'їзд Республіканської партії, який висунув кандидата в президенти, зібрався з 17 по 19 червня 1856 року в Музичному фонді у Філадельфії. Республіканська національна конвенція 1860 року висунула першого успішного кандидата в президенти від Республіканської партії, Авраама Лінкольна з Іллінойсу, і висунула Ганібала Хемліна з Мен на посаду віце-президента. Подія 1864 року, під час якої вирувала громадянська війна в США, була названа «з’їздом національного союзу», оскільки в ньому брали участь демократи, які залишилися вірними Союзу та висунули Ендрю Джонсона, який був обраний губернатором штату Теннессі як демократ, на посаду віце-президента. До 1868 року звичайна республіканська назва була відновлена.
Національний з’їзд Республіканської партії 1912 року побачив, як бізнес-орієнтована фракція, що підтримує Вільяма Говарда Тафта, відхилила виклик колишнього президента Теодора Рузвельта, який міг похвалитися більшою підтримкою населення та навіть виграв праймеріз у рідному для Тефта штаті Огайо. Рузвельт балотувався від Прогресивної партії, розколовши республіканців і тим самим передавши вибори демократу Вудро Вільсону. Національний з’їзд Республіканської партії 1924 року увійшов в історію, став першим з’їздом Республіканської партії, який надав жінкам рівне представництво. Це був перший з'їзд республіканців у Клівленді, штат Огайо. Це також був перший випадок, коли будь-який з’їзд транслювався по радіо – у дев’яти містах через спеціальний зв’язок міжміських телефонних ліній. Республіканський національний комітет схвалив правило, яке передбачає члена національного комітету та жінку-національного комітету від кожного штату. Чинний президент Келвін Кулідж був офіційно висунутий і здобув перемогу на загальних виборах. Конвенція висунула губернатора штату Іллінойс Френка Лоудена на посаду віце-президента під час другого туру голосування, але він відхилив цю кандидатуру. Це єдиний випадок, коли кандидат відмовився прийняти кандидатуру віце-президента.
Республіканці повернулися до міста в 1936 році в печерну Клівлендську громадську аудиторію. У другий день з'їзду перед делегатами виступив колишній президент Герберт Гувер. На третьому Альф Лендон з Канзасу (який не був присутній) був номінований президентом; Кандидатом у віце-президенти висунули полковника Френка Нокса. Франклін Д. Рузвельт і Джон Ненс Гарнер перемогли Лендона і Нокса з розгромною поразкою. Згодом Нокс обіймав посаду міністра військово-морських сил в адміністрації Рузвельта. Республіканський національний з'їзд 1940 року був першим національним з'їздом будь-якої партії, який транслювався по телебаченню в прямому ефірі. Його передавала рання версія телевізійної мережі NBC і складалася з флагманських W2XBS (тепер WNBC) у Нью-Йорку, W3XE (тепер KYW-TV) у Філадельфії та W2XB у Скенектаді та Олбані.

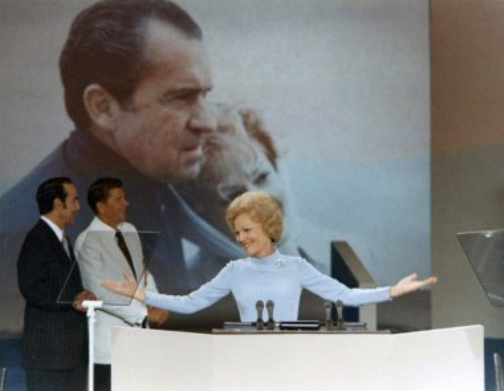
Перша леді Пет Ніксон виступає перед делегатами національного з'їзду Республіканської партії 1972 року. Вона була першою першою леді-республіканкою, яка зробила те, що зараз вважається звичайною практикою.

На національному з'їзді Республіканської партії 1972 року Пет Ніксон стала першою першою леді після Елеонори Рузвельт і першою першою леді-республіканцем, яка звернулася до делегатів з'їзду.  Зараз стало звичайною практикою, коли зі зверненням до делегатів виступає дружина кандидата в президенти. Крім того, у 1972 році було заборонено вказувати імена кандидатів «улюбленого сина» у номінації, вимагаючи, щоб це було зроблено щонайменше з п’яти штатів. В останні роки ім’я лише одного кандидата висувалося, і на претендентів чинився сильний тиск, щоб вони знялися, щоб голосування було одностайним.
Республіканська партія знову обрала Клівленд місцем проведення з’їзду з висунення кандидатів у президенти 2016 року. З'їзд відбувся на Арені Квікен Лоанс, домашній арені Клівленд Кавальєрс. Можливо, для вибору були політичні причини, оскільки жоден республіканець не вигравав президентські вибори без перемоги в Огайо з часів Авраама Лінкольна в 1860 році. З 1856 року в окрузі Куяхога 19 разів голосували за республіканців і 21 раз за кандидата від Демократичної партії. Однак демократи керували округом протягом останніх 40 років.
Партія обрала Шарлотт, штат Північна Кароліна, для проведення Національного з’їзду Республіканської партії 2020 року, але в останню хвилину відмовилася від участі. Трамп оголосив, що з'їзд буде перенесено в Джексонвілл, штат Флорида, але згодом скасував плани щодо проведення з'їзду 23 липня. Засідання з’їзду проводилися дистанційно з різних місць, а останній день проходив на південній галявині Білого дому.